# Спаис, Леонидас
Леони́дас Спаи́с (греч. Λεωνίδας Σπαής; 1892, Мигери Арта, Греческое королевство — 10 сентября 1980, Афины) — греческий офицер первой половины XX века, дипломат и министр.

## Биография

### Молодость
Леонидас Спаис родился в 1892 году в селе Мигери эпирского нома Арта.
С началом Балканских войн (1912—1913) добровольцем вступил в греческую армию.
После окончания Второй Балканской войны и перед началом Первой мировой войны, в 1914 году, получил звание младшего лейтенанта.
С началом Мировой войны и в ходе Национального раскола, последовал за премьер-министром Элефтериосом Венизелосом в Салоники и вступил в создаваемую там армию.
После окончания Мировой войны и в звании майора пехоты:494, принял участие в Украинском походе греческой армии, командуя 3-м батальоном 5/42 гвардейского полка эвзонов XIII дивизии, под непосредственным командованием подполковника Николаоса Пластираса.

### Малоазийский поход
После поражения Османской империи в Первой мировой войне и в соответствии с Мудросским перемирием, Антанта получила право на оккупацию любого города на территории империи.
Решение на оккупацию Смирны было вызвано претензиями на этот город Италией, которая после победы в итало-турецкой войне 1912 контролировала юго-запад Малой Азии. Её войска находились южнее Измира:135.
«Совет Четырёх» (Великобритания, Франция, Италия, США) признал за Грецией право на оккупацию Смирны, о чём было уведомлено султанское правительство.
Для операции была задействована Ι греческая дивизия, которой командовал полковник Николаос Зафириу. Известие о том, что дивизия направлялась в Смирну вызвало взрыв энтузиазма у личного состава дивизии:A-178.
Хотя речь шла о временной оккупации города, греческие солдаты рассматривали событие как начало освобождения древних греческих земель Ионии и её коренного греческого населения.
Отражая этот исторический факт, английский историк Дуглас Дакин именует последовавший Малоазийский поход «Четвёртой Освободительной войной Греции»:333.
5/42 гвардейский полк эвзонов был переброшен из Румынии, куда он отступил с юга России, в Смирну в период 16-19/5/1919, Полк немедленно был задействован в отражении атак кемалистов в Папазли, а затем приступил к наступательным операциям.
Севрский мирный договор (1920) закрепил временный контроль региона за Грецией, с перспективой решения его судьбы через 5 лет на референдуме:16.
Столкновения с кемалистами приобрели характер войны, которую греческая армия была вынуждена вести уже в одиночку. Из союзников, Италия с самого начала поддержала кемалистов, Франция, решая свои задачи, стала также оказывать им поддержку. Однако греческая армия прочно удерживала свои позиции.
Летом 1920 года, находясь под непосредственным командованием генерала Д. Иоанну и будучи офицером пехоты, Спаис возглавил лихую кавалерийскую атаку 20 всадников и ликвидировал турецкое пулемётно-артиллерийское подразделение, обстреливавшее выдвинутый на передовую штаб дивизии:71.
К концу 1920 года, геополитическая ситуация изменилась коренным образом и стала роковой для греческого населения Малой Азии после парламентских выборов в Греции в ноябре 1920. Под лозунгом «мы вернём наших парней домой» и получив поддержку, значительного в тот период, мусульманского населения, на выборах победили монархисты.
Возвращение в страну германофила короля Константина освободило союзников от обязательств по отношению к Греции. Уже в иной геополитической обстановке и не решив вопрос с населением Ионии, монархисты решили продолжить войну. Французский генерал Гуро заявил, что для принуждения к миру в Малой Азии необходимо иметь 27 дивизий, но у греков было всего 9 дивизий:39.
Союзники, подписавшие Севрский мир, превратили конфронтацию Антанты — Турции в конфликт греков-Турции. Как пишет историк Димитрис Фотиадис «из союзников они преобразились в арбитров»:42.
28 февраля/10 марта было подписано франко-турецкое соглашение, что позволило туркам перебросить силы на греческий фронт:31.
Итальянцы покинули Атталию, оставив Кемалю свой арсенал:32.
Не находя решения в вопросе с греческим населением Ионии, монархисты продолжили войну. Армия предприняла «Весеннее наступление» 1921 года, одержала тактические победы, но полного разгрома турок не достигла:48.
Радикальным решением было бы оставить, после переговоров, Ионию, чтобы спасти  Восточную Фракию. Альтернативой было собрать войска вокруг Смирны. Но монархисты решили разрешить вопрос силой, потребовав у греческой нации, насчитывавшей тогда немногим более 4 миллионов человек, людские и материальные ресурсы, превышавшие её возможности. Кроме трёх призывов, не успевших принять участие в «Весеннем наступлении», были мобилизованы ещё три старых призыва:49.
Армия предприняла «Большое летнее наступление» 1921 года, нанесла туркам поражение в самом большом сражении войны при Афьонкарахисаре-Эскишехире, но стратегический разгром кемалистов не состоялся. Турки отошли к Анкаре и правительство монархистов вновь встало перед дилеммой: что делать дальше:55-58.
Правительство торопилось закончить войну и, не прислушиваясь к голосам сторонников оборонной позиции, приняло решение наступать далее. После месячной подготовки, которая и туркам дала возможность подготовиться, 7 греческих дивизий форсировали Сакарью и пошли на восток. Греческая армия не смогла взять Анкару и в порядке отошла назад, за Сакарью. Как писал греческий историк Димитрис Фотиадис «тактически мы победили, стратегически мы проиграли»:115.
Правительство монархистов удвоило подконтрольную ему территорию в Азии, но возможностями для дальнейшего наступления не располагало. Одновременно, не решив вопрос с населением региона, оно не решалось эвакуировать армию из Азии. Фронт застыл на год. Армия продолжала удерживать фронт «колоссальной протяжённости, по отношению к располагаемым силам», что согласно заявлению Александроса Мазаракиса, кроме политических ошибок, стало основной причиной последовавшей катастрофы:159.

### Межвоенные годы
Правление монархистов завершилось поражением экспедиционного корпуса в Малой Азии и резнёй и изгнанием коренного населения Ионии.
Спаис примкнул к революции 1922 года, ста видным её деятелем и непримиримым противником монархии, за что получил прозвище Акушер демократии:444.
В последовавшем Процессе шести основных виновников малоазийской катастро Спаис был свидетелем обвинения, чем способствовал их смертному приговору:394.
Не имевший военного образования, майор Спаис был отправлен во Францию, на переподготовку.
По возвращении в Грецию принял командование гарнизоном Афин.
В период 1930—1932 был военным атташе при посольствах Греции в Белграде и Праге. После того как Спаис принял участие в, возглавляемом Пластирасом, путче сторонников Венизелоса в 1933 году, он был демобилизован (1934) в звании полковника:430.
В 1935 году полковник Спаис был замешан в новом неудачном путче сторонников Венизелоса, хотя «не смог или не захотел исполнить планы заговорщиков в Афинах»:444.
Был арестован и осуждён на пожизненное заключение, но в том же году был амнистирован.
В период диктатуры Иоанниса Метаксаса Спаис был вновь арестован и сослан на остров Парос, а затем на остров Скиатос.

### Вторая мировая война
С началом Греко-итальянской войны (1940—1941), Спаис был в числе сосланных офицеров просившихся к отправке на фронт, но получил отказ:540.
Греческое армия отразила нападение итальянцев и перенесла военные действия на территорию Албании, что вынудило вмешаться Гитлеровскую Германию.
Перед тем как правительство Эммануила Цудероса покинуло Крит в мае 1941 года, оно предоставило амнистию многим сосланным офицерам, вернув им воинские звания. Спаис отказался следовать за правительством на Ближний Восток, остался в Греции и попытался организовать группу Сопротивления. 9 сентября 1941 года, вместе со своим земляком и старым боевым товарищем в малоазийском походе, полковником Наполеоном Зервасом, Спаис стал учредителем Народной республиканской греческой лиги (ЭДЕС):582.
В апреле 1942 года Спаис принял участие в инициированной англичанами сходке некомуннистических организаций Сопротивления, где на него была возложена обязанность организовать и возглавить не-коммунистические партизанские отряды в восточной Фессалии и на Олимпе:599.
«Не имея ни малейшего понятия о подпольной борьбе», Спаис отправился в фессалийский город Волос, где был арестован итальянцами летом 1942 года и отправлен в Северную Италию:599. В 1943 году он бежал из Италии в Швейцарию и обосновался в Берне.
После контакта с эмиграционным греческим правительством, был повышен в звание Генерал-майора и назначен военным атташе при посольстве Греции в Швейцарии.

### Декабрьские события
В октябре 1944 года Спаис был отозван в освобождённую силами  Народно-освободительной армии Греции (ЭЛАС) Грецию и вошёл в состав первого правительства Георгиос Папандреу, в котором стал заместителем Военного министра, поскольку премьер оставил за собой пост Военного министра:904.
Оставался на этом посту во время боёв британской армии, поддерживаемой правыми греческими соединениями в декабре 1944 года.
11 декабря в Афины прибыл маршал Харольд Александер и Макмиллан, Гарольд. Обстановка для англичан и Папандреу была тяжелейщая.
Оценив обстановку Александер потребовал срочной переброски ещё одной британской дивизии с итальянского фронта.
В этот день было принято решение открытого использования «батальонов безопасности» бывших коллаборационистов вместе с британскими войсками.
Много позже, Спаис писал: «Это было решение англичан и моё. Я не оправдываю свои действия, но другого выхода не было. Наши военные силы были исчерпаны. В нашем распоряжении было 27 тысяч человек „батальонов безопасности“. Мы использовали 12 тысяч, наименее скомпометированных»:219.
3 января 1945 года Пластирас стал премьером и назначил своего друга и бывшего соратника, Спаиса, Военным министром:802.
Историк Триандафилос Герозисис пишет, что как и Пластирас, в качестве политика Спаис был ниже среднего, был в полном замешательстве и не знал что произошло в Греции после его ссылки в Италию.
Пластирас и Спаис совершенно серьёзно верили в заявления бывших сотрудников оккупантов, составлявших их окружение, что греческие коммунисты и ЭЛАС хотели передать Македонию болгарам.
Герозисис пишет, что англичане и коллаборационисты создали вокруг Пластираса-Спаиса «завесу», через которую можно было видеть только то что они (англичане-коллаборационисты) желали быть увиденным:803.
Пластирас и его правительство оставался у власти только 3 месяца. Только к концу этого периода Пластирас осознал, что англичане использовали его авторитет для продолжения своей политики и невыполнения подписанного после декабрьских боёв Варкизского соглашения:804.
К концу 1945 года Спаис окончательно демобилизовался.

## Политическая деятельность
В 1950 году Спаис вновь стал заместителем Военного министра. В последующем правительстве Пластираса (1951—1952) был министром Северной Греции. Дважды был депутатом парламента от партии Национальный политический союз центра (ΕΠΕΚ), представляя Эпир.
Перед выборами 1961 года американцы предложили генералу Спаису большую сумму денег, с тем чтобы он отказался от сотрудничества с Единой демократической левой партией (ЭДА):998.
Генерал Леонидас Спаис умер в Афинах в 1980 году.